# Tit Pomponi Àtic
Tit Pomponi Àtic (llatí: Titus Pomponius Atticus) va ser un filòsof de l'escola epicúria.
Va néixer a Roma l'any 109 aC, d'una família d'equites. El seu pare es deia Tit Pomponi. Va estudiar amb Fedre, Zenó i Patró a Atenes i amb Saufeu a Roma. Àtic era molt ric perquè el seu pare, quan va morir, li va deixar dos milions de sestercis i més tard també va heretar del seu oncle Quint Cecili (i ell mateix va fer molts negocis). El seu oncle Quint Cecili, germà de la seva mare, el va adoptar i va agafar el nom de Quint Cecili Pomponi Àtic. El sobrenom d'Àtic el va rebre per la seva llarga residència a Atenes, on va viure del 88 aC al 65 aC, i pel seu coneixement del grec i de la cultura grega.
Va ser educat juntament amb Luci Manli Torquat, Gai Mari el jove, i Ciceró i es va distingir com a estudiant. Per llaços d'amistat i familiars va militar amb els populars de Màrius en esclatar la guerra civil a Roma, ja que la seva cosina Anícia s'havia casat amb el germà del tribú Publi Sulpici Rufus enemic de Sul·la, i d'altra banda era company d'estudis del jove Gai Màrius. Tot i així no va tenir part activa en el conflicte i mentre va durar es va retirar a Atenes l'any 85 aC. Quan el jove Màrius va haver de fugir li va donar diners, però també va rebre cordialment a Sul·la a Atenes. També era molt amic de Gneu Pompeu i de Juli Cèsar, de Brutus i Cassi i de Marc Antoni i Octavi (August). El seu amic principal va ser Ciceró amb el que va començar un intercanvi epistolar l'any 68 aC que va continuar fins a la mort de Ciceró.
L'any 65 aC va tornar a Roma, però més tard va fer llargues estades a Grècia, a la seva finca de Butròtum a l'Epir, i a Atenes. El 12 de febrer del 56, amb 53 anys, es va casar amb Pília, i va tenir una filla de nom Pompònia o Cecília (que Ciceró anomena Àtica i Atícula), que l'any 36 aC es va casar amb Marc Vipsani Agripa. La filla dels dos, Vipsània Agripina, es va casar amb Tiberi que després seria emperador, i va ser mare de Drus. Una germana de Pomponi Àtic, Pompònia, estava casada amb Quint Tul·li Ciceró, germà de l'orador (matrimoni que va ser desgraciat).
Va morir l'any 32 aC a l'edat de setanta-set anys després de deixar de menjar quan va saber que tenia una malaltia incurable, tot creient que, si alimentava el seu cos, alimentaria també la malaltia.
Corneli Nepot en va escriure la seva vida i, com que la va redactar mentre era viu, cal considerar l'obra un panegíric a un amic més que una biografia. De les seves obres no se'n conserva cap. La més important va ser uns Annals, epítom d'història romana ordenat per anys. També va escriure una història del consolat de Ciceró en grec.